# Aston Martin Vantage (2005)
L'Aston Martin Vantage è un'autovettura coupé o roadster con motori V8 o V12 prodotta dalla casa automobilistica britannica Aston Martin tra il 2005 e il 2017.
Nel 2018 è stata sostituita dalla seconda generazione con motore esclusivamente V8.

## Storia del progetto

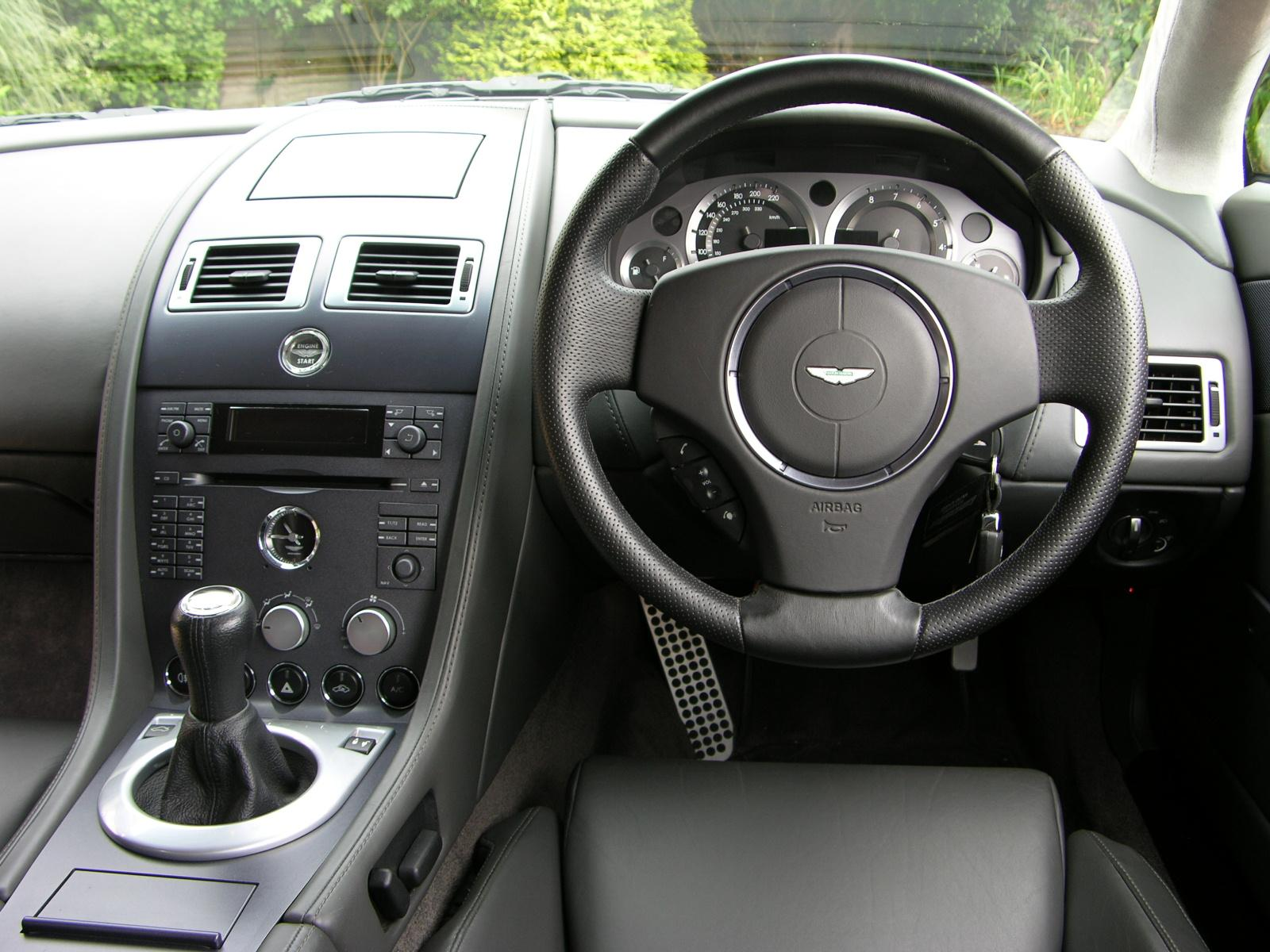
L'interno

È stata progettata dal designer Henrik Fisker, già progettista della Artega GT. È stata ideata per essere il modello d'ingresso nel listino Aston Martin, al di sotto della DB9 e della Vanquish, pur costando più di 100.000 €.
Il nome è stato ripreso dalla versione ad alte prestazioni di vetture del passato come la Aston Martin V8 Vantage prodotta dal 1973 al 1990 e la Aston Martin Virage prodotta sino al 2000.
Un primo concept della vettura fu creato nel 1999 e venne denominato Project Vantage.
Successivamente una concept car più evoluta e definita, denominata AMV8 Vantage, fu presentata presso il salone automobilistico di Detroit del 2003. Essa ne anticipava in parte il design e la meccanica.

## Sviluppo

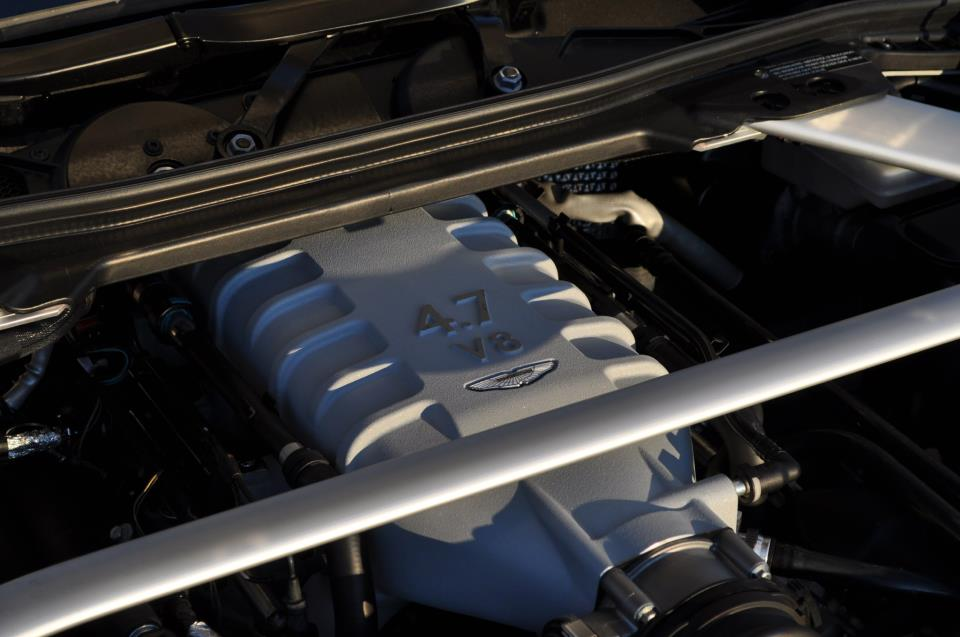
Motore V8 da 4.7 litri di una Vantage Roadster del 2012

Questa vettura al debutto sul mercato è stata proposta inizialmente nel modello V8 Vantage, spinta da un motore V8 con angolo fra le bancate di 90°, ad aspirazione atmosferica, da 4,3 litri di cilindrata derivato dal 4,2 Jaguar. Il motore è assemblato a mano a Colonia, in Germania, nello stabilimento motori della Aston Martin. È fatto interamente di alluminio ed eroga 385 CV (283 kilowatt) a 7000 giri/min e 410 Nm a 5000 giri/min, il 75% della coppia è disponibile già a 1500 giri/min. Sono presenti delle valvole di Bypass speciali nel sistema di scarico, che permettono di ridurre la rumorosità ai bassi regimi, alzarla agli alti.
La V8 Vantage Coupé va da 0 a 100 km/h in 5,0 secondi (6,0 la Roadster), mentre la velocità massima per entrambe si aggira intorno ai 280 km/h.

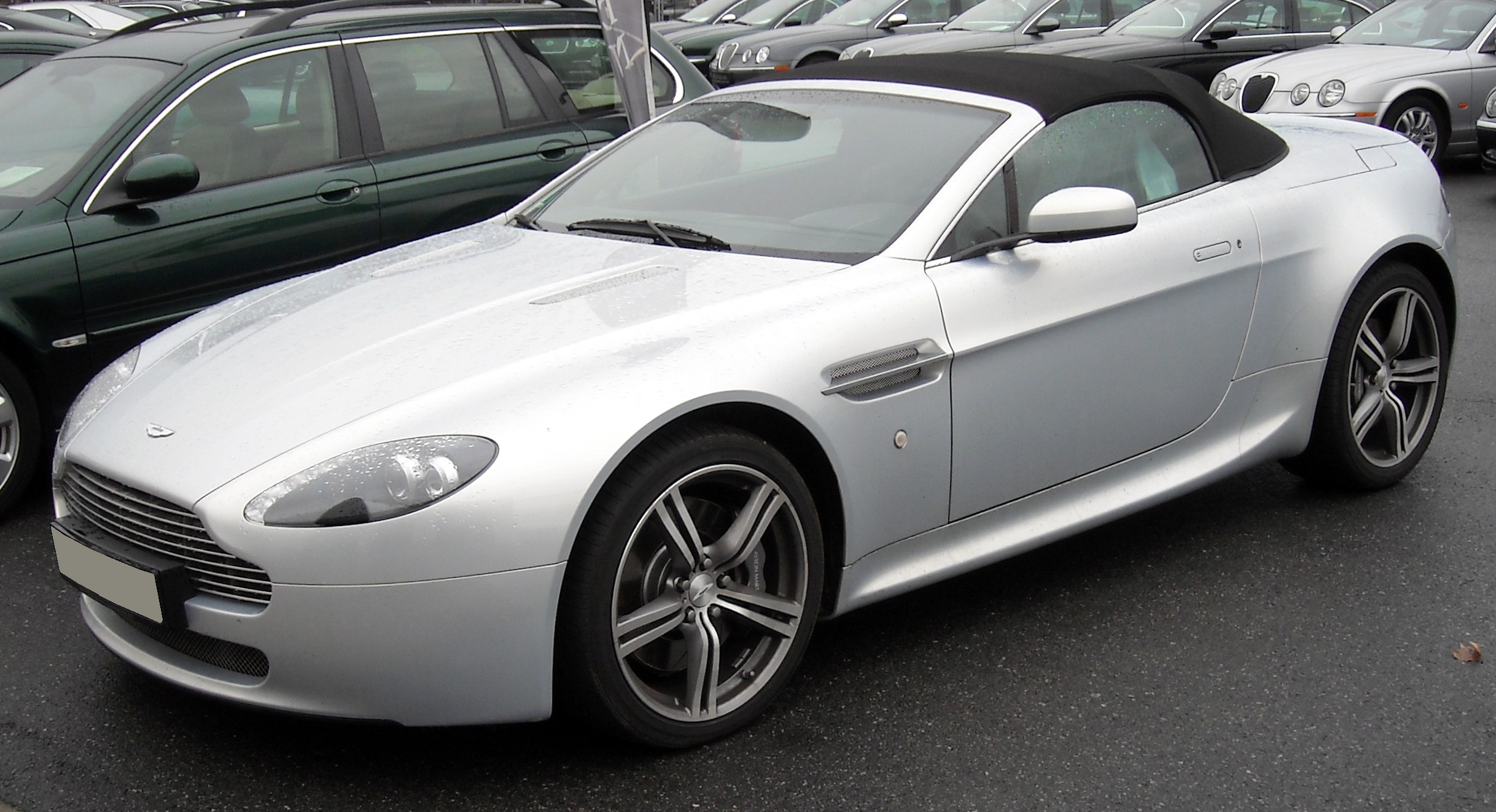
Aston Martin V8 Vantage Roadster

Nel 2006 venne introdotta la versione Sportshift dotata di cambio sequenziale a sei marce.
Nel 2007 è stata presentata anche la versione scoperta della V8, denominata V8 Vantage Roadster, dotata di un tettuccio in tela ripiegabile nel bagagliaio. L'aumento del peso e la diminuzione della rigidità torsionale hanno minato leggermente le prestazioni, che rimangono tuttavia su livelli molto buoni. Su questa versione non sono disponibili gli airbag per la testa.
Nel 2008 è stata introdotta una versione aggiornata del motore V8 in sostituzione del precedente, la cilindrata è passata a 4,7 litri aumentando l'alesaggio e la corsa dei cilindri, la potenza è salita a 426 CV sempre a 7000 giri/min, mentre la coppia raggiunge i 470 Nm a 5750 giri/min. Con questa versione la massa è passata a 1710 kg.

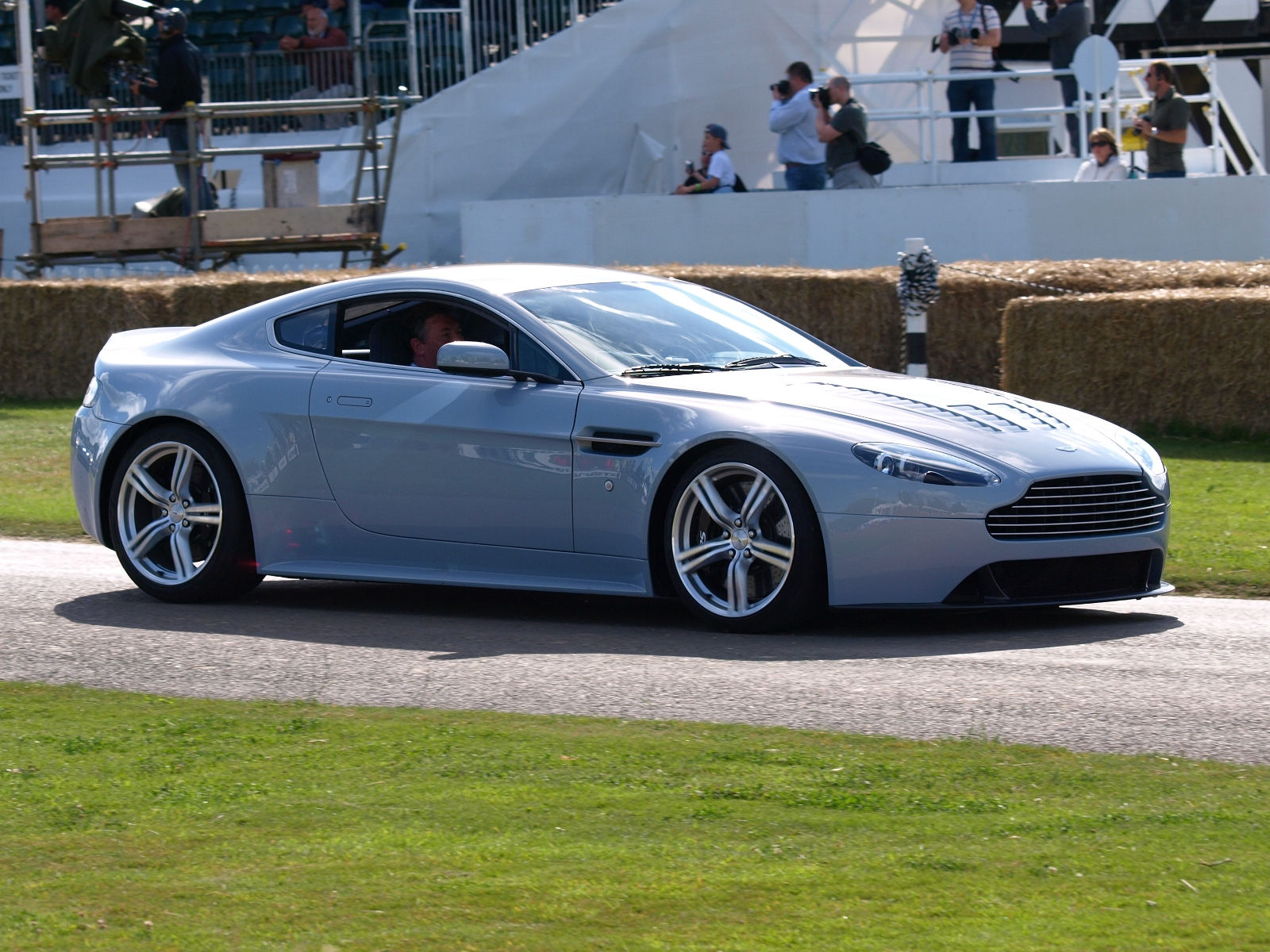
L'Aston Martin V12 Vantage RS

Sia la coupé che la roadster hanno un passo di 260 cm, un bagagliaio di 144 dm3 e un serbatoio di 80 litri. Entrambe hanno 2 posti e 2 porte e la trazione posteriore. Gli accessori disponibili di serie su entrambe le versioni sono ABS, airbag (guida, laterali, passeggero), chiusura centralizzata, controllo elettronico trazione, immobilizzatore, indicatore temperatura esterna, pretensinatore cinture, retrovisori elettrici termici, sedili guida regolabili in altezza e elettricamente, servosterzo, trasponder, vetri elettrici anteriori e posteriori, volante regolabile, autoradio, cerchi in lega, climatizzatore, controllo elettronico stabilità, interni di materiale pregiato, sensori di parcheggio posteriori. Sulla coupé sono disponibili anche gli airbag testa. A pagamento si poteva avere l'antifurto, i fari allo xeno e il navigatore satellitare.

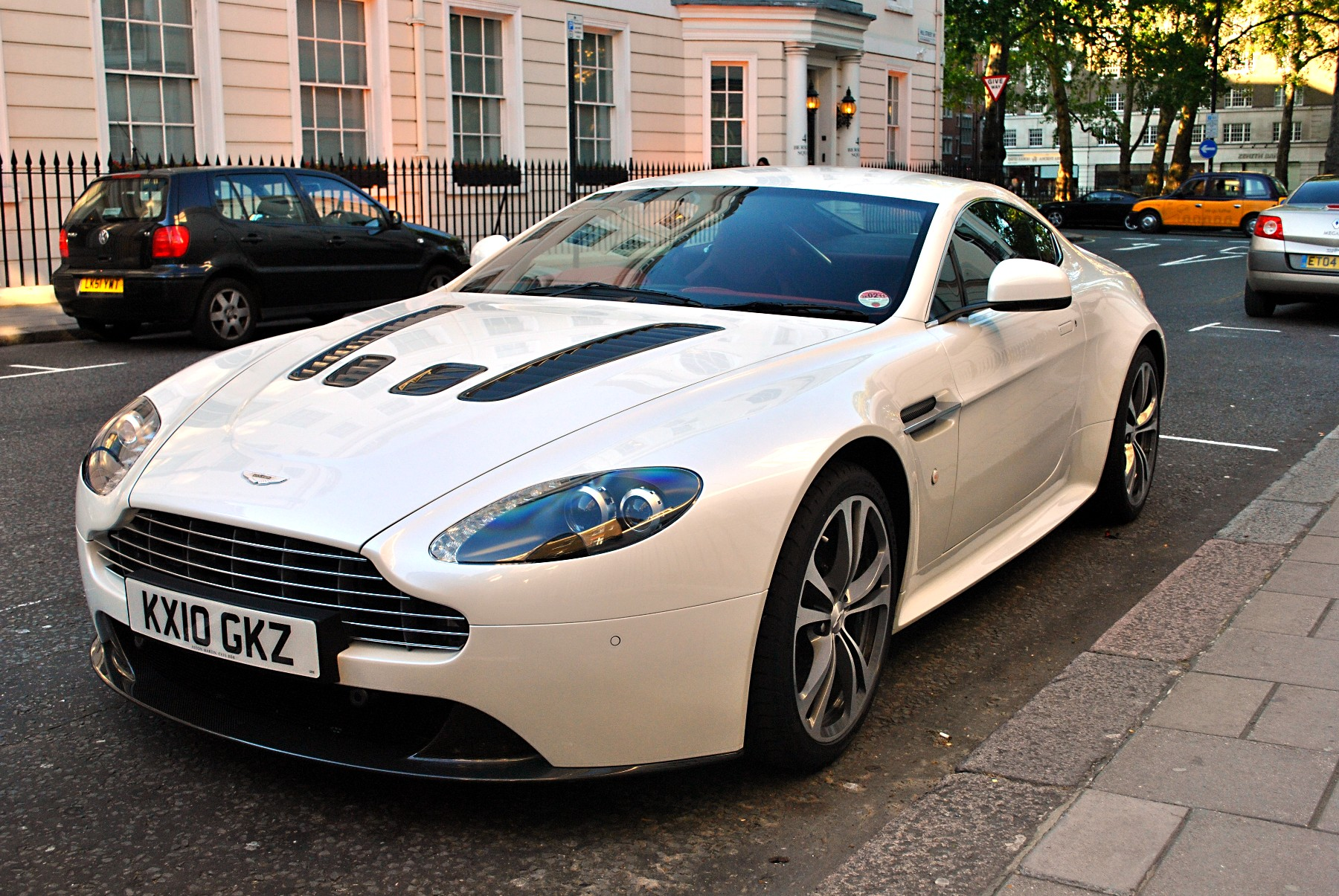
Aston Martin V12 Vantage

Nel settembre 2009 la V8 è stata affiancata dalla versione più potente, la Aston Martin V12 Vantage, disponibile sia in versione coupé che roadster. La linea e la meccanica sono state anticipate nel 2007 dalla concept car V12 Vantage RS. Esteticamente la V12 è riconoscibile per una presa d'aria inferiore di raffreddamento maggiorata e un cofano motore con feritoie supplementari per lo sfogo dell'aria calda, è equipaggiata da un nuovo propulsore V12 di 6,0 litri sviluppante 517 CV di potenza e 570 Nm di coppia motrice; la vettura così equipaggiata è in grado, secondo la casa, di raggiungere la velocità di 305 km/h con un'accelerazione da 0 a 100 km/h in 4,2 secondi.
Nel gennaio 2011 la Aston Martin ha presentato un'ulteriore versione denominata V8 Vantage S. La vettura è disponibile sia nella variante coupé sia in quella roadster. Il motore V8 eroga una potenza massima di 436 CV a 7300 giri/min, la coppia massima tocca i 490 Nm a 5000 giri/min, la vettura raggiunge una velocità massima di 305 km/h, con un'accelerazione da 0 a 100 km/h in 4,6 secondi. Il tutto viene gestito da un cambio Sportshift II semiautomatico a 7 rapporti.
Nel 2012 è stato presentato, presso il salone automobilistico di Ginevra, il restyling della Vantage. Meccanicamente l'impianto frenante è stato potenziato con nuovi dischi di dimensioni più generose e lo sterzo è stato rivisto. Come optional è stato introdotto un cambio sequenziale Sportshift II a sette marce. Esteticamente, la nuova V8 Vantage si riconosce grazie al nuovo paraurti anteriore, al nuovo splitter, alle nuove minigonne e ai paraurti posteriore con diffusore. Le variante Vantage S offrone invece di serie il cambio di pacchetto aerodinamico, di un nuovo sistema di scarico e di un navigatore Garmin.

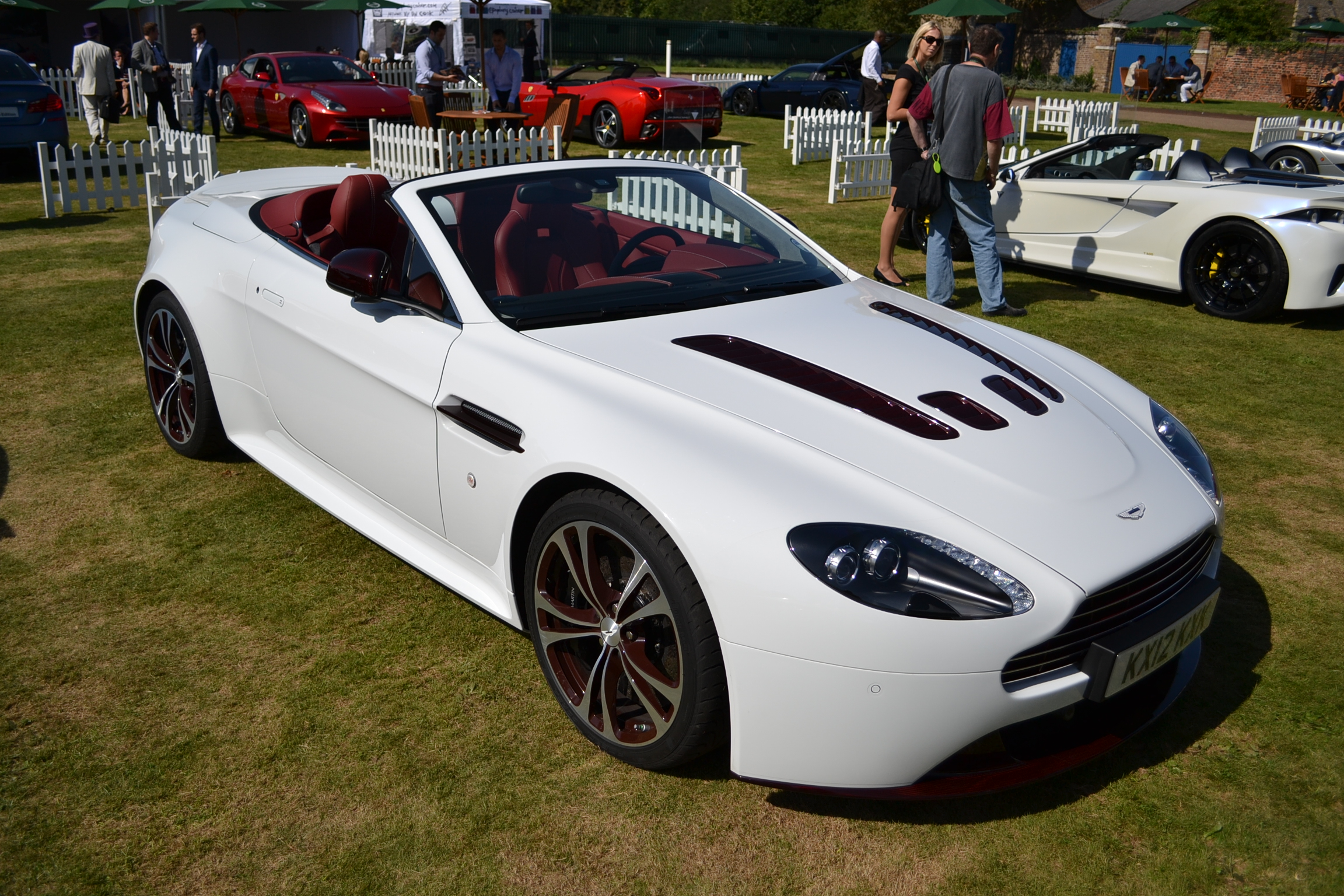
Aston Martin V12 Vantage Roadster

Nel luglio 2012 è stata presentata al pubblico in serie limitata a 101 esemplari la Aston Martin V12 Vantage Roadster. Questa versione monta lo stesso propulsore della V12 Vantage, ma è in configurazione scoperta. Il cambio è un cambio meccanico a 6 rapporti. Le prestazioni dichiarate sono le medesime della coupé per quanto riguarda la velocità massima, mentre per quanto riguarda l'accelerazione 0-100 km/h si è saliti a 4.5 secondi. Sono state apportate alcune modifiche all'assetto e all'aerodinamica vista la nuova configurazione tarando in modo diverso le sospensioni e inserendo numerosi particolari in fibra di carbonio.

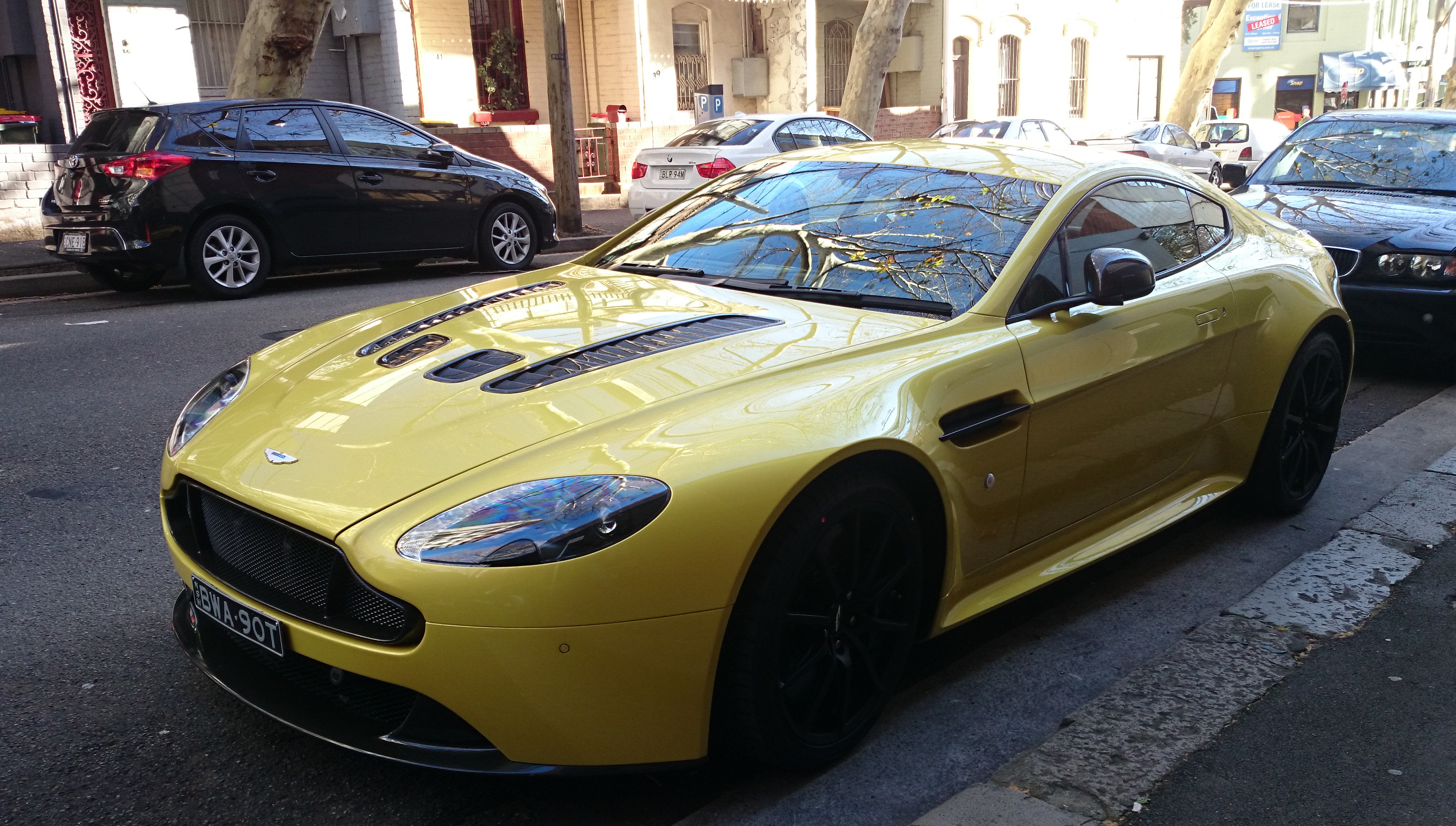
Aston Martin V12 Vantage S

Nel 2013 la V12 Vantage è stata aggiornata con la nuova versione S. Presenta un propulsore AM28 V12 6.0 dalla potenza di 573 CV e dalla coppia di 620 N m. Ciò permette alla vettura di raggiungere i 325 km/h. Il motore viene gestito da un cambio automatico Sportshift III AMT di derivazione sportiva. Gli interni sono realizzati in fibra di carbonio. Un anno dopo ne fu realizzata la versione roadster.
Nel 2014 è stata presentata la versione GT della V8 Vantage. Il propulsore V8 4.6 in lega che equipaggia il veicolo, il quale è gestito da un cambio manuale a sei marce, è dotato di una potenza d 430 CV, permettendo alla V8 di accelerare da 0 a 100 km/h in 4,6 secondi, con velocità massima di 305 km/h. Tali prestazioni sono state ottenute inserendo dei nuovi sistemi di aspirazione e di gestione del carburante. Le componenti aerodinamiche, il sistema di scarico e l'impianto frenante sono derivate dalla V8 Vantage GT4. La colorazione per la vettura era selezionabile tra alcune ispirate alle livree delle Aston Martin che hanno corso in svariati campionati negli anni scorsi.

## Motorizzazioni
| Modello  | Disponibilità    | Motore  | Cilindrata (cm3) | Potenza         | Coppia max (Nm) | Emissioni CO2 (g/km) | 0–100 km/h (secondi) | Velocità max (km/h) | Consumo medio (km/l) |
| 4.3 V8   | dal 2005 al 2008 | Benzina | 4280             | 283 kW (385 CV) | 410             | 358                  | 5,0                  | 280                 | 7,9                  |
| 4.7 V8   | dal 2008         | Benzina | 4735             | 313 kW (426 CV) | 470             | 299                  | 4,9                  | 290                 | 7,1                  |
| 4.7 V8 S | dal 2011         | Benzina | 4735             | 321 kW (436 CV) | 490             | 299                  | 4,6                  | 305                 | 7,7                  |
| 6.0 V12  | dal 2009         | Benzina | 5935             | 380 kW (517 CV) | 570             | 388                  | 4,2                  | 305                 | 6,1                  |

## Versioni speciali

### Aston Martin V8 Vantage Prodrive

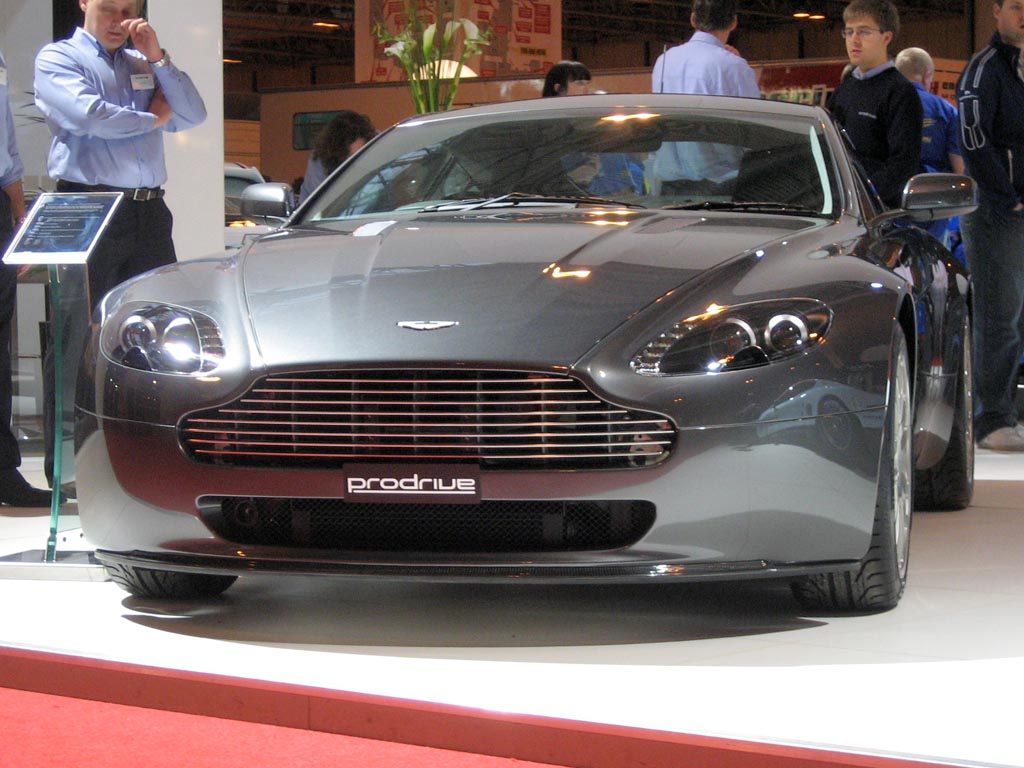
Aston Martin V8 Vantage Prodrive

Nel 2007 la Prodrive realizzò una versione potenziata della V8 Vantage. Essa presentava il propulsore 4.3 V8 potenziato fino ad ottenere una potenza di 425 CV e 440 N m di coppia. Ciò permette alla vettura di passare da 0 a 100 km/h in 4,7 secondi con velocità massima di 293 km/h. È stata inoltre inserita una nuova valvola a farfalla per migliorare la risposta del motore. Le sospensioni sono state realizzate in collaborazione con Bilstein e Eibach e possono essere regolate dal guidatore stesso dall'abitacolo. Diversi elementi aerodinamici della Vantage sono stati migliorati aerodinamicamente e sono stati sostituiti con elementi in fibra di carbonio per contenere il peso. I cerchioni di serie sono stati sostituiti con modelli forgiati.

### Aston Martin V8 Vantage N400/420/430

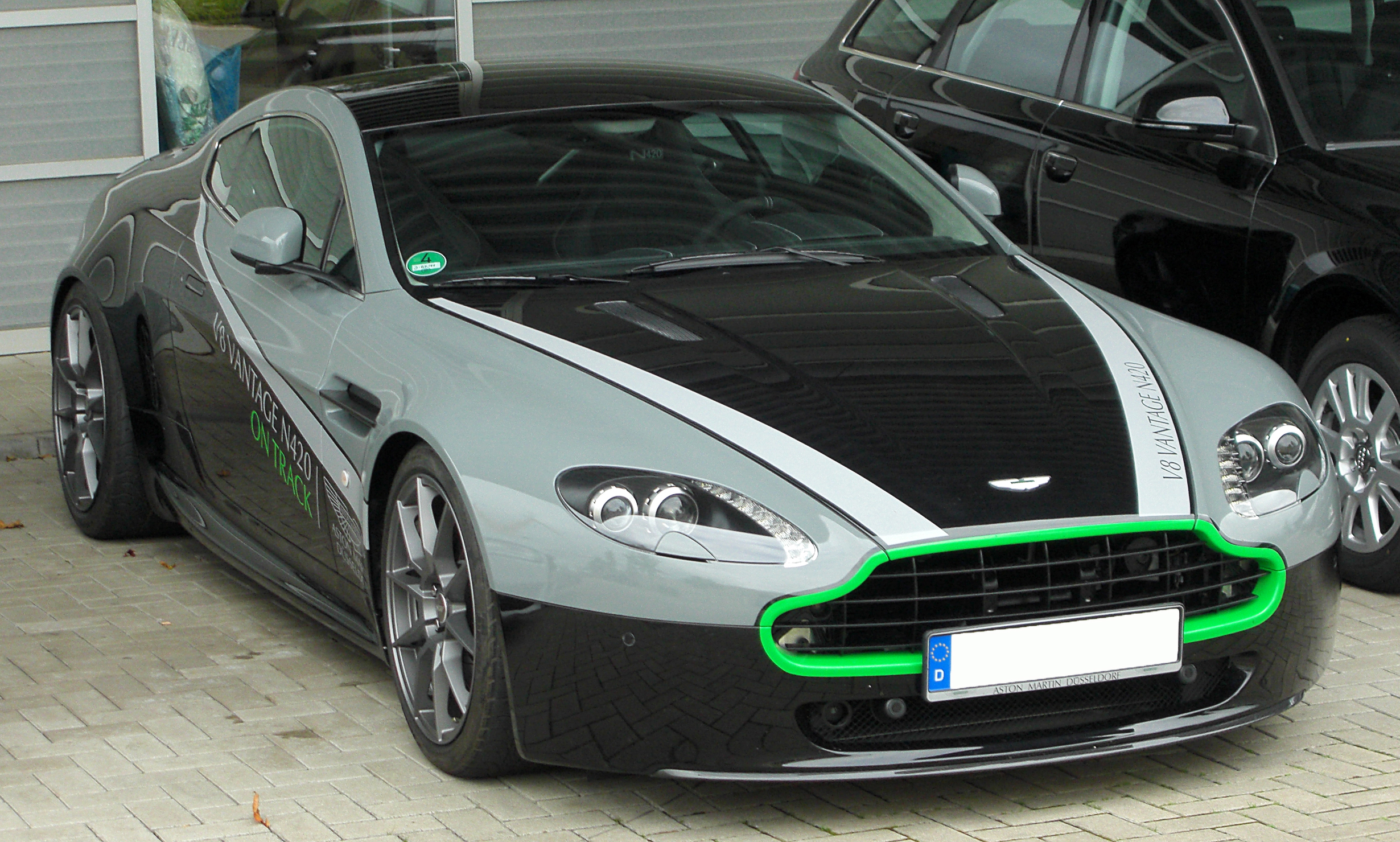
Aston Martin V8 Vantage N420 del 2010

Presso il Salone dell'automobile di Francoforte del 2007, la Aston Martin ha presentato una versione speciale della V8 Vantage denominata N400. La vettura è stata creata per omaggiare il famoso circuito del Nürburgring Nordschleife, ed è stata modificata per competervi. Le prestazioni sono state aumentate, in quanto il propulsore ora eroga 406 CV di potenza equivalenti a 400 hp (da cui il nome) e 420 N m di coppia motrice. Esteticamente, sono stati apposti numerose icone del circuito in varie parti dell'automobile. Sono stati inseriti nell'allestimento di serie anche un navigatore satellitare, un impianto audio Aston Martin Premium Audio System con potenza da 700 W, sedili elettrici riscaldabili con memorie e cruise control.

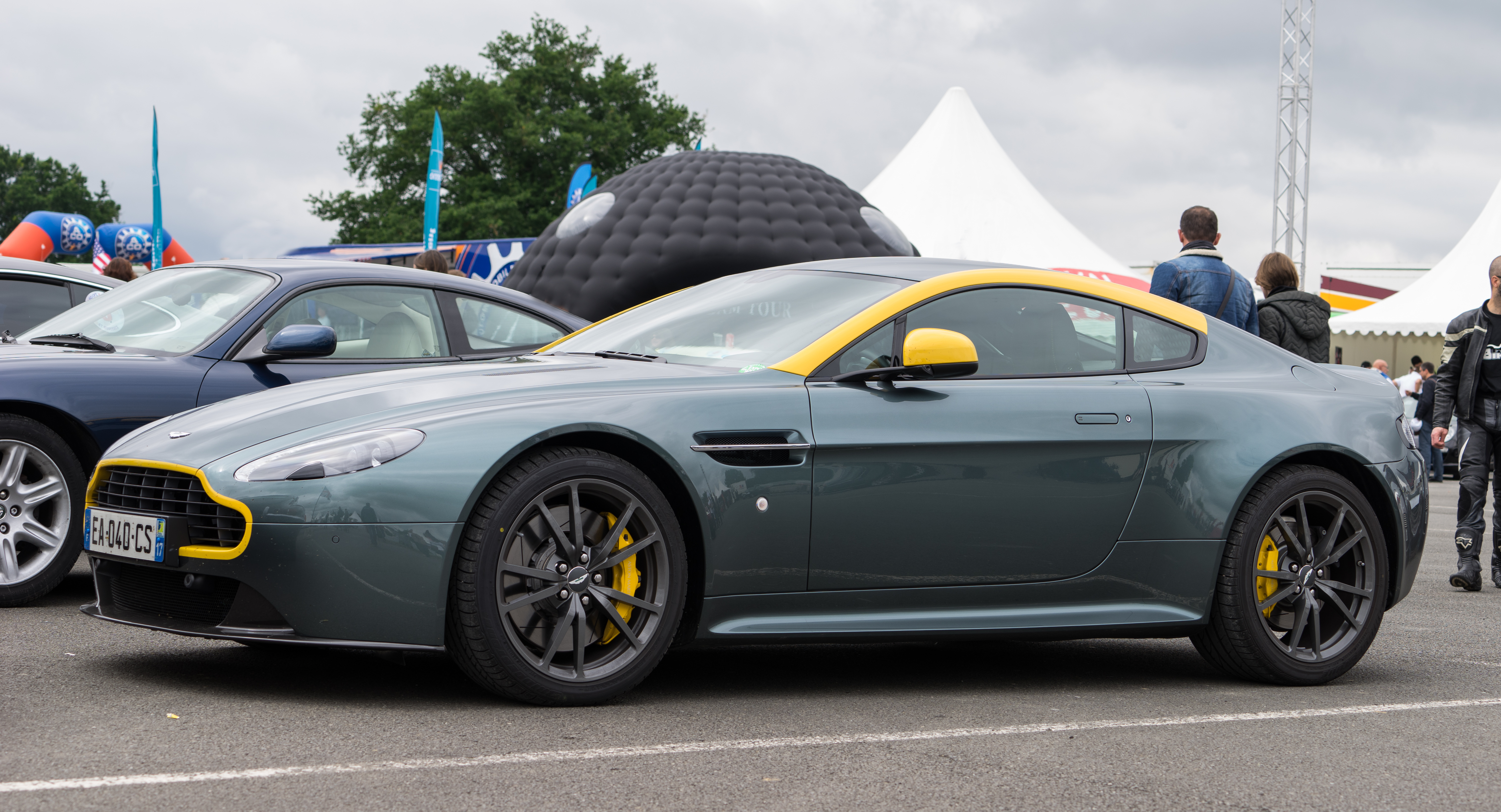
Aston Martin V8 Vantage N430

In seguito è stata presentata la N420, versione ulteriormente potenziata, che ora eroga 420 CV di potenza.
Nel 2014 è stata messa in commercio la versione N430; la vettura presenta un propulsore V8 4.7 potenziato a 436 CV di potenza gestito da un cambio Sportshift II a sette rapporti. L'introduzione di nuovi componenti in kevlar e carbonio e di nuovi cerchi in lega ha portato alla riduzione del peso complessivo della vettura di 20 kg. La velocità massima è di 305 km/h, con accelerazione da 0 a 100 km/h in 4,8 secondi.

### Aston Martin V12 Zagato

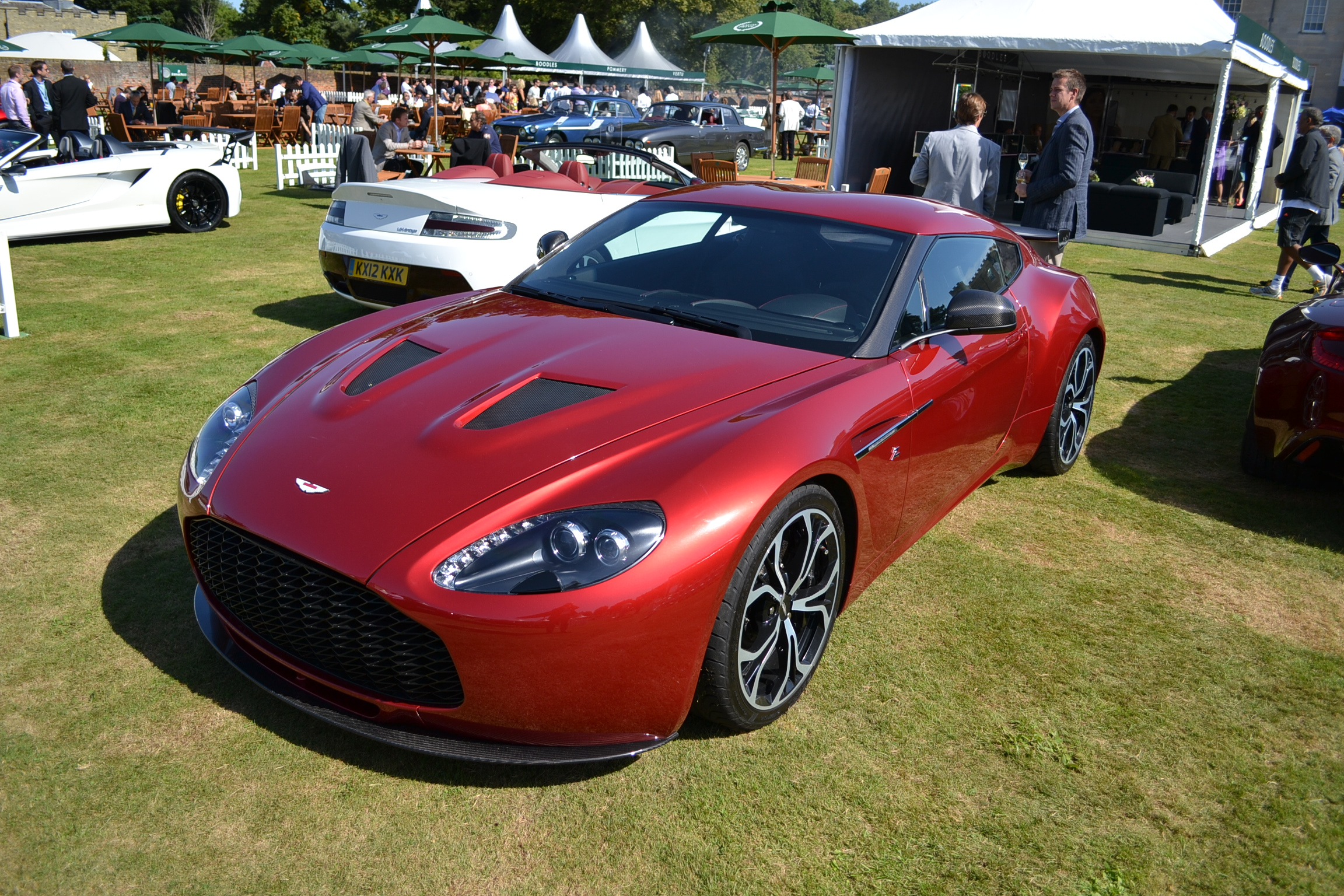
Aston Martin V12 Zagato

Al concorso d'eleganza Villa d'Este del 2011 la Zagato, in collaborazione con il centro design di Gaydon, ha presentato una concept car personale interpretazione su base Aston Martin V12 Vantage, esteticamente sono presenti gobbe sul tetto, sfoghi d'aria laterali e la coda è rastremata.. La vettura ha vinto il premio Design Award for Concept Cars & Prototypes durante il concorso di eleganza di Villa d'Este.
Due settimane dopo la presentazione, la stessa vettura, rivista e opportunamente allestita in configurazione da corsa, ha gareggiato nella 24 Ore del Nürburgring portando a termine la gara.
L'interesse suscitato nei confronti della V12 Zagato, ha convinto i vertici dell'Aston Martin a produrre una versione stradale in serie limitata a 101 esemplari esclusivamente in configurazione coupé, questa è equipaggiata con un V12 da 517 CV a 6500 giri/min, va da 0 a 100 km/h in 4,2 secondi e raggiunge i 305 km/h di velocità massima.

## Competizioni sportive

### Aston Martin V8 N24 e GT4

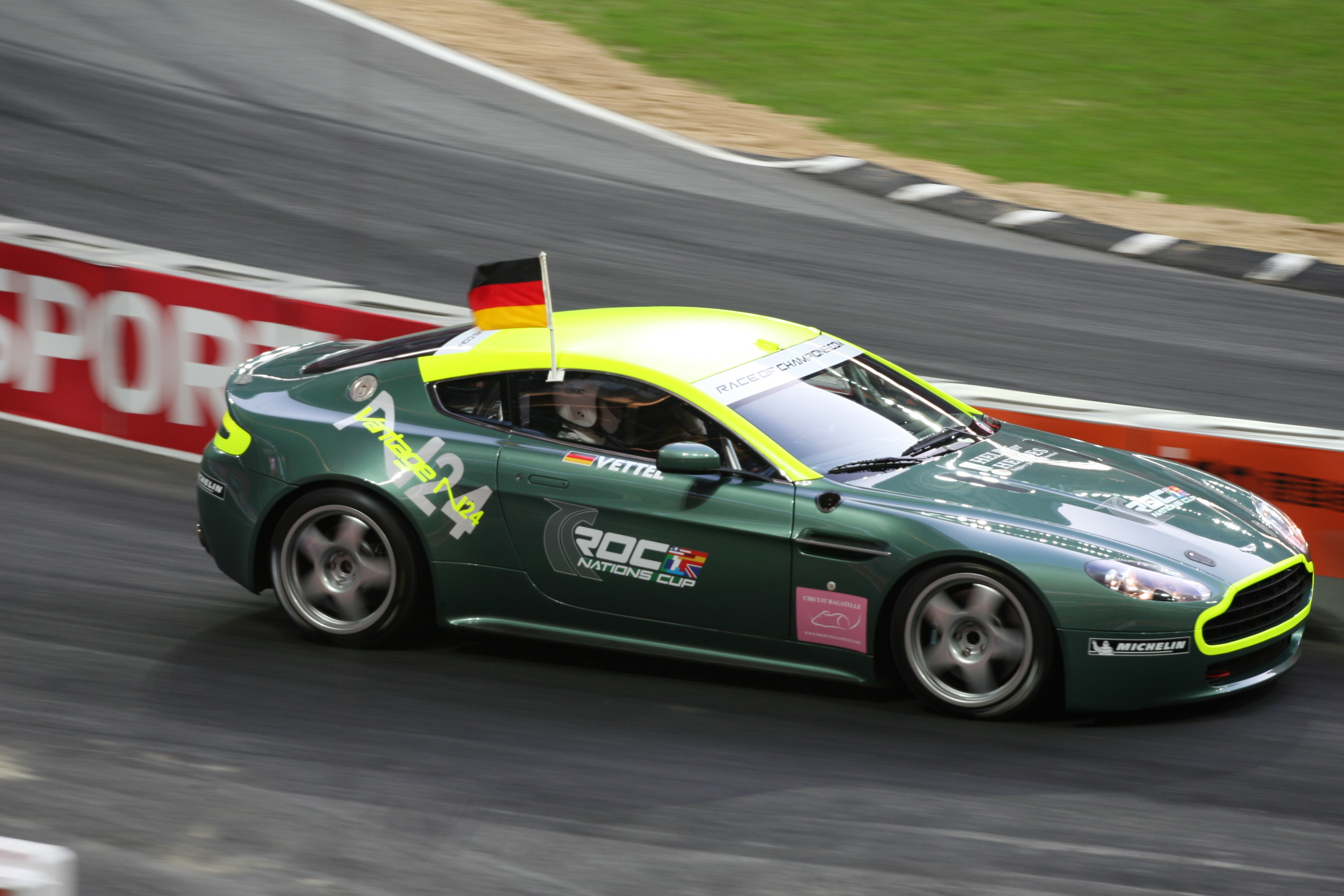
Una N24 pilotata da Sebastian Vettel

Nel 2006, al British Motor Show di Londra, è stata presentata la N24, la versione da corsa della V8 vantage. È stata progettata per competere nella 24 ore del Nürburgring (da cui il nome N24). Il suo prezzo parte da 78.720 £ ed è immatricolata per svariate competizioni FIA.
Ha un peso di 250 kg inferiore a quello della vettura stradale grazie all'eliminazione di tutti gli accessori della versione originale (sedili dei passeggeri compresi). I cerchi sono in lega di magnesio. Il serbatoio ha una capacità di 110 litri di carburante.

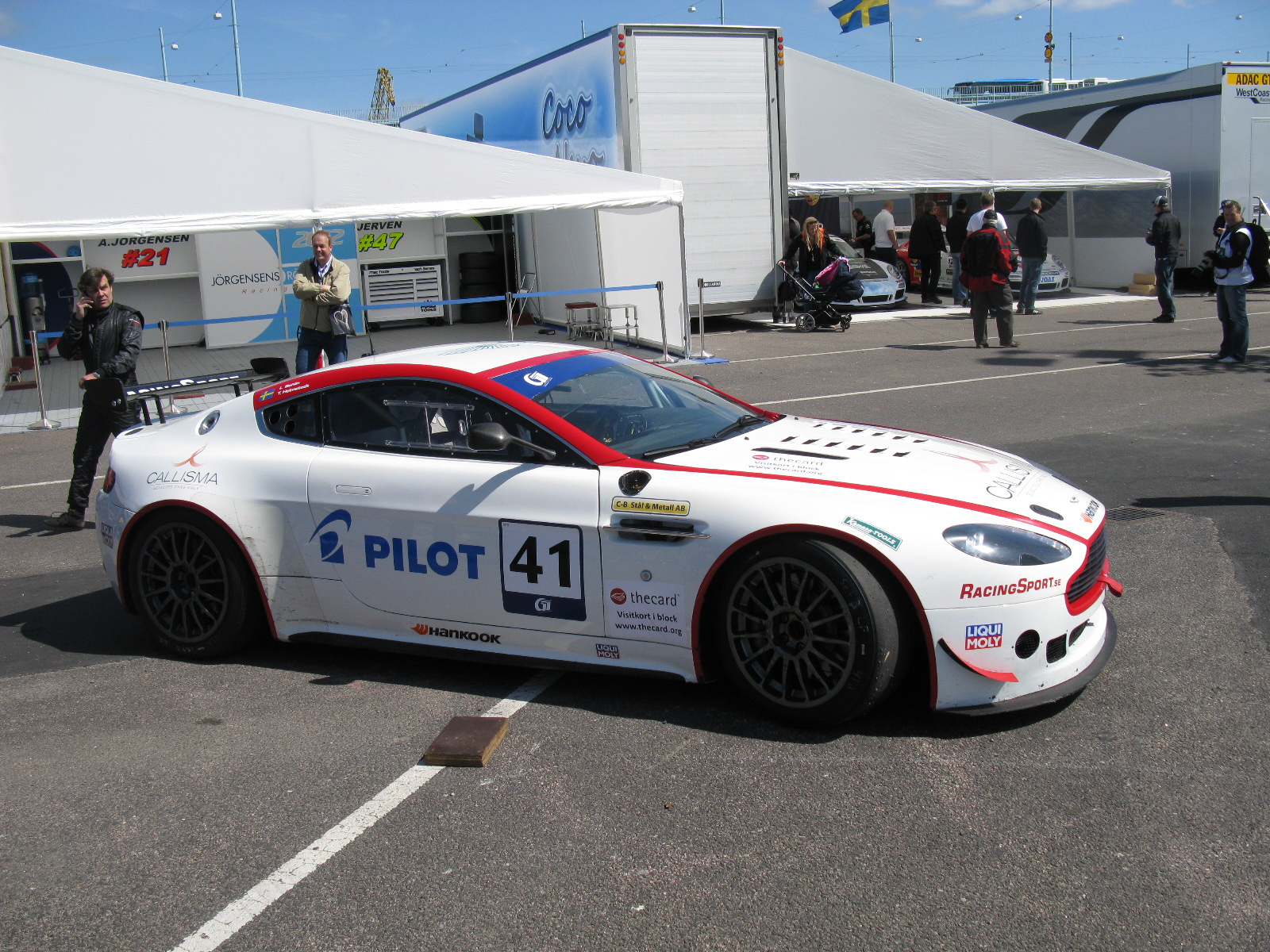
Aston Martin V8 GT4

Il motore eroga 410 CV, 30 in più rispetto alla versione stradale. Ha una velocità massima di 280 km/h.
Nella 24 ore del Nürburgring, la vettura ha ottenuto il 24º posto generale e la 4ª posizione di classe. È stata pilotata dall'Amministratore delegato dell'Aston Martin Ulrich Bez, dall'ingegnere Chris Porrit, dal collaudatore Wolfgang Schuhbauer e dal giornalista tedesco Horst Graf von Saurma-Jeltsch. In seguito ha ottenuto svariati piazzamenti in diverse competizioni internazionali.
Nel continente asiatico è stata creata anche una competizione monomarca per questo modello, la Aston Martin Asia Cup.
Nel 2008 è stata introdotta la Vantage GT4. Essa è sostanzialmente la versione aggiornata della N24 ed ha installato un motore V8 da 4,7 litri. In generale, tutta la meccanica è stata aggiornata. La Vantage GT4 è stata realizzata per correre nella categoria GT4.

### Aston Martin V8 Vantage GT2/GTE

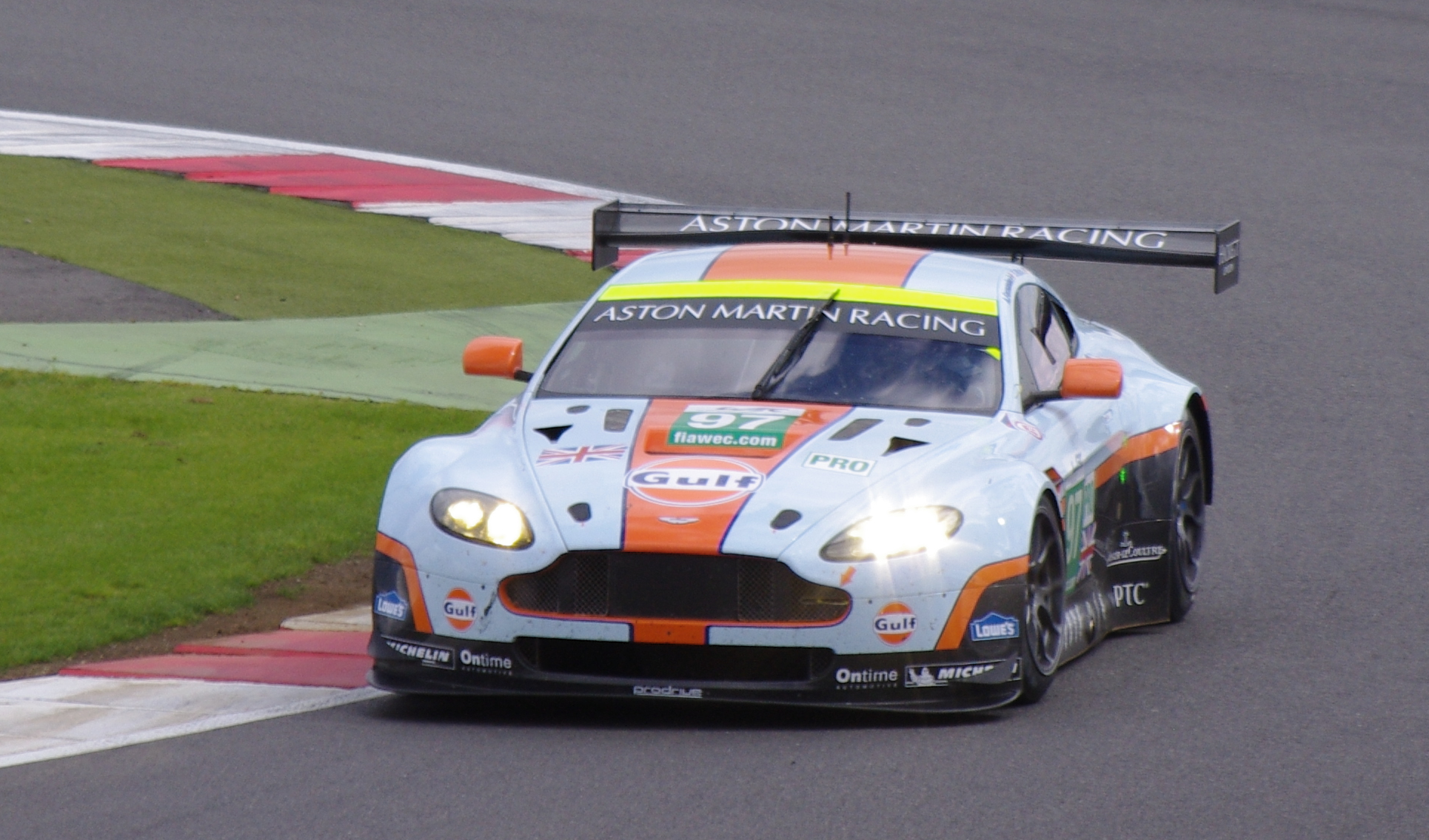
Aston Maritn V8 Vantage GTE

Nel 2008 la casa costruttrice britannica sviluppò una versione da corsa della V8 Vantage conforme alle normative tecniche del regolamento FIA ed ACO Gran Turismo di classe 2, il modello denominato V8 Vantage GT2, deriva dal telaio della vettura stradale opportunamente rivisto per un uso in pista, il motore V8 ha una cilindrata di 4,5 litri e flange sui collettori di aspirazione per limitarne la potenza massima, la carrozzeria in fibra di carbonio ricalca quella originale, con l'aggiunta di spoiler anteriore, alettone posteriore, fondo vettura è piatto, sfoghi d'aria per lo smaltimento del calore del vano motore, vetrate sostituite in plexiglas.

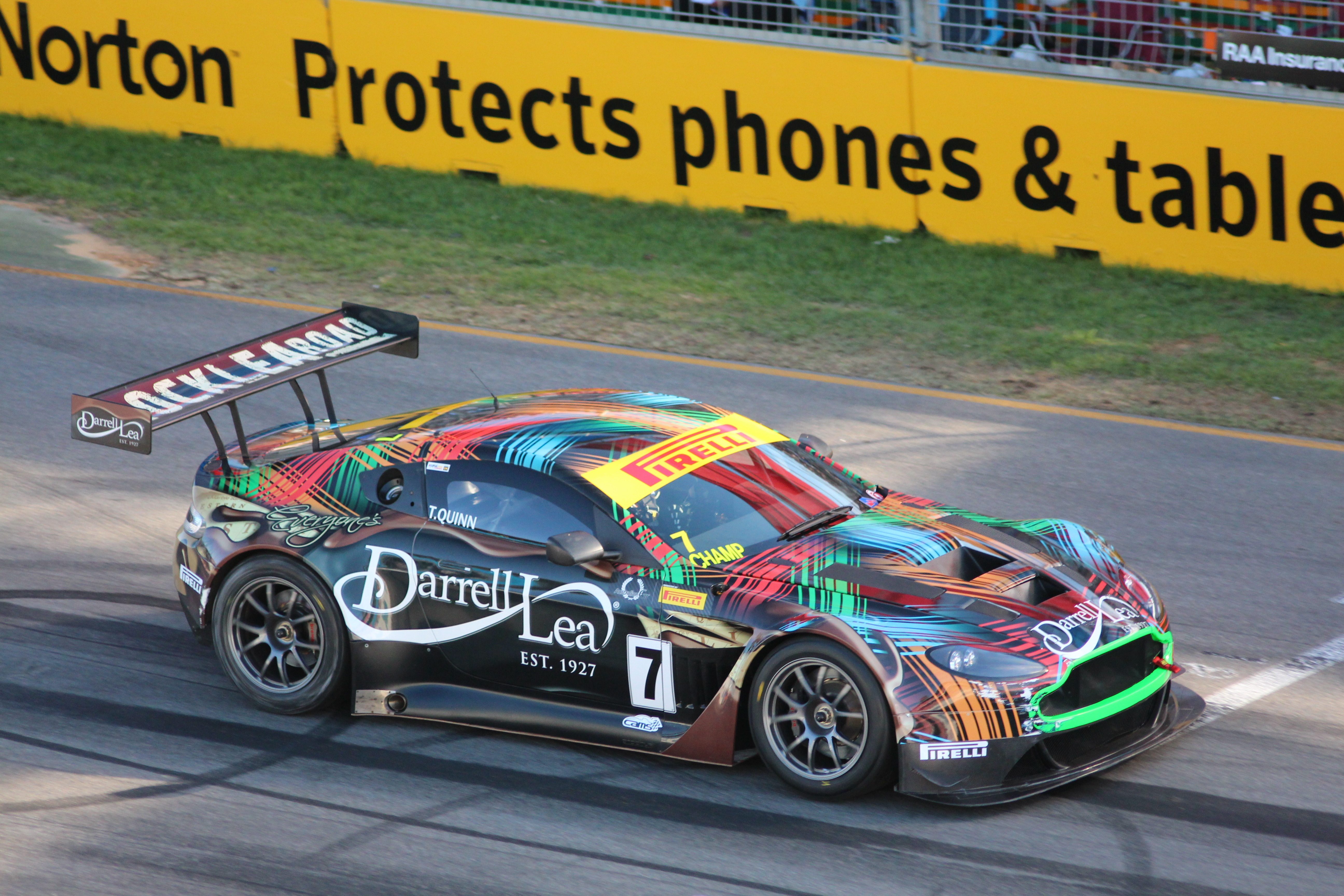
Aston Martin Vantage GT3 del 2013

Gestito dalla squadra ufficiale Aston Martin Racing, ha gareggiato in diversi campionati quali: American Le Mans Series, Campionato FIA GT, Le Mans Series, 24 Ore di Le Mans.
Nel 2012 la vettura è stata ulteriormente aggiornata e rinominata V8 Vantage GTE, conforme al regolamento del Campionato del Mondo Endurance FIA e inserita nella neonata classe GTE che prende il posto della precedente classe GT2.

### Aston Martin V12 Vantage GT3
Nel 2012 è stata allestita un'altra versione da competizione, la V12 Vantage GT3, derivata dalla V12 Vantage, è conforme alla normativa FIA per le Gran Turismo di classe GT3.